# Agriculture alternative
L'agriculture alternative au Brésil est un mouvement social rural défendant les intérêts des petits agriculteurs et la protection de l'environnement et critiquant les politiques de modernisation agricole.

## Histoire
L'agriculture alternative apparaît dans les années 1970. Elle s'oppose aux politiques publiques de modernisation agricole inspirées de la révolution verte, menées alors par l'état brésilien. Elle prend la défense des petits agriculteurs, qui produisent principalement pour leur autoconsommation et sont incapables financièrement d'accéder au crédit et aux moyens techniques de la révolution verte (achat de fertilisants et de pesticides, achat de matériels mécanisés). Ce mouvement reçoit le soutien des églises catholiques et protestantes, notamment au travers des Commissions pastorales de la terre. Les commissions pastorales de la terre prennent part aux luttes des paysans pour l'accès à la terre et aux titres de propriété, à l'image du Mouvement des sans-terres.
L'agriculture alternative développe également une critique des dégradations environnementales liées à la révolution verte.
Au début des années 1980 est créée l'AS-PTA, un réseau regroupant des organisations de 10 états brésiliens. A cette époque, l'agriculture alternative, constatant que l'accès à la terre est insuffisant pour sortir les paysans de la misère, commence à s'intéresser aux pratiques agricoles issues de l'agroécologie.
Le militantisme de l'AS-PTA mène à la tenue de la première rencontre nationale d'agroécologie en 2001 et à la reconnaissance légale de l'agriculture biologique en 2003.